# Sarnstall
Sarnstall ist ein Stadtteil und ein Ortsbezirk der im rheinland-pfälzischen Landkreis Südliche Weinstraße liegenden Stadt Annweiler am Trifels.

## Lage
Der Ort befindet sich zwei Kilometer nordwestlich der Kernstadt am Nordrand des Wasgau, wie der Südteil des Pfälzerwaldes auch genannt wird, an der Mündung des Rimbachs in die Queich.

## Geschichte
Er bildet einen von insgesamt vier Ortsbezirken der Stadt, war jedoch im Gegensatz zu den drei anderen nie eine selbständige Gemeinde. Im Jahr 1349 wurde Sarnstall erstmals erwähnt.

## Politik

### Ortsbezirk
Der Ortsteil Sarnstall ist ein Ortsbezirk der Stadt Annweiler am Trifels und wird von einem Ortsbeirat sowie einem Ortsvorsteher politisch vertreten.
Der Ortsbeirat besteht aus sechs Mitgliedern, die bei der Kommunalwahl am 9. Juni 2024 in einer Mehrheitswahl gewählt wurden, und dem ehrenamtlichen Ortsvorsteher als Vorsitzendem.
Gernot Neuer wurde am 27. August 2024 Ortsvorsteher von Sarnstall. Da bei der Direktwahl am 9. Juni 2024 kein gültiger Wahlvorschlag eingereicht wurde, oblag die Neuwahl des Ortsvorstehers gemäß rheinland-pfälzischer Gemeindeordnung dem Rat, der sich auf seiner konstituierenden Sitzung mehrheitlich für Gernot Neuer entschied.
Neuers Vorgänger Thomas Walter hatte das Amt seit 2014 inne. Bei der Direktwahl am 26. Mai 2019 war er für weitere fünf Jahre in seinem Amt bestätigt worden, bei der Wahl 2024 trat er nicht erneut an.

### Wappen
Das Wappen ist von Gold und Schwarz geteilt, oben ein wachsender rotbewehrter und -bezungter schwarzer Adler, unten ein silberner gotischer Großbuchstabe „S“. Genehmigt wurde es am 19. Dezember 2005 durch die Kreisverwaltung Südliche Weinstraße.

## Kultur
Jedes Jahr findet an Pfingsten die traditionelle „Strauwekerwe“ statt. Die Strauwe ist ein Gebäck aus Teig, dessen Rezept nur wenige Frauen des Dorfes wissen und von Generation zu Generation weitergeben.

## Infrastruktur
Sarnstall ist erreichbar über die Bundesstraße 10 (Landau in der Pfalz–Pirmasens) und besitzt seit 2012 einen eigenen Bahnhaltepunkt (Annweiler-Sarnstall) an der Bahnstrecke Landau–Rohrbach, welcher ebenfalls in die Richtungen Landau und Pirmasens anbindet.
Großer Arbeitgeber in Sarnstall ist die Kartonfabrik Buchmann. Sie produziert – überwiegend aus Recyclingpapier – Faltschachtelkarton als Ausgangsmaterial für Verpackungen vor allem der Konsumgüterindustrie.

Größter Wirtschaftsfaktor ist die Kartonfabrik
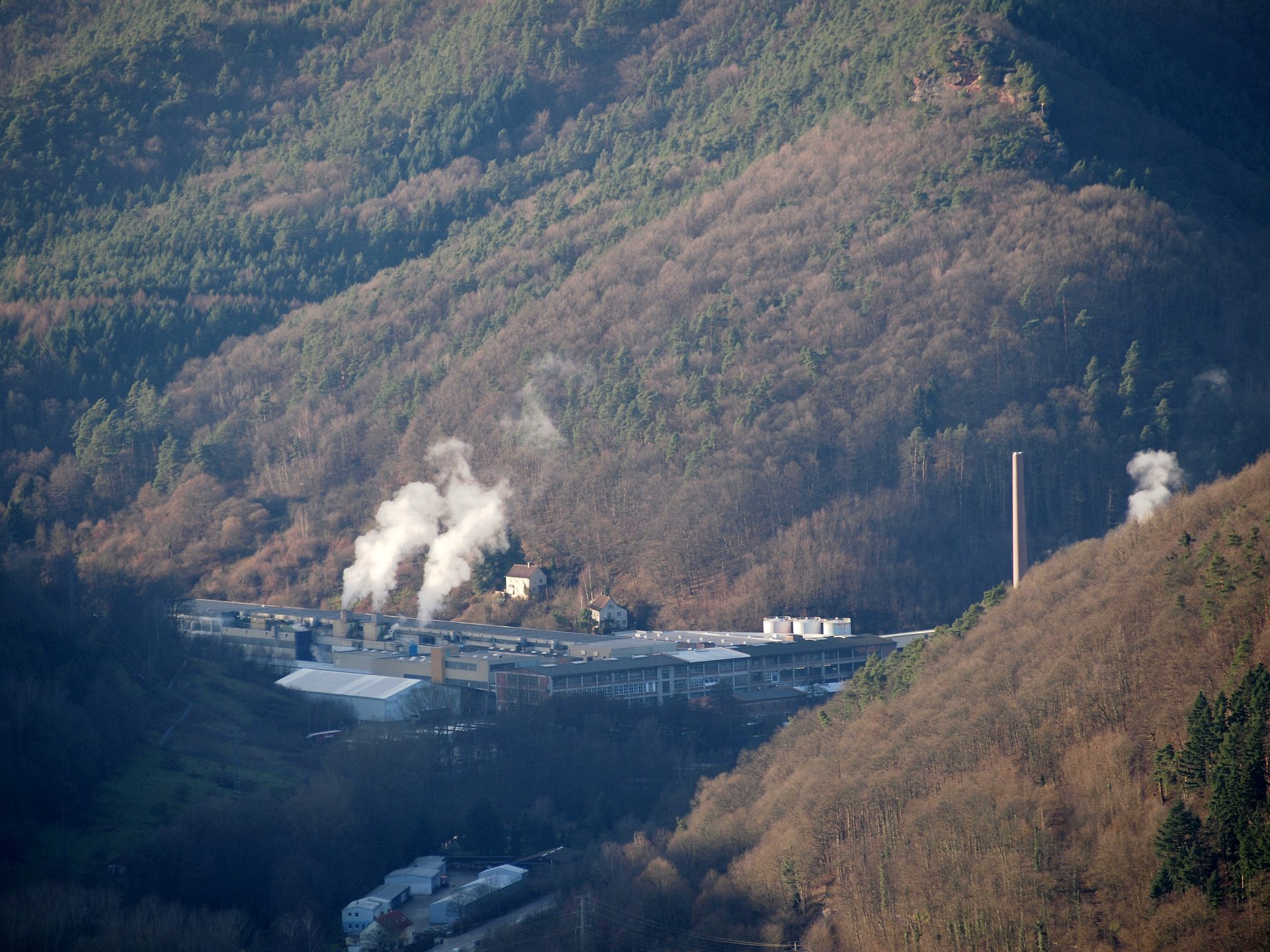
Von der Burg Trifels
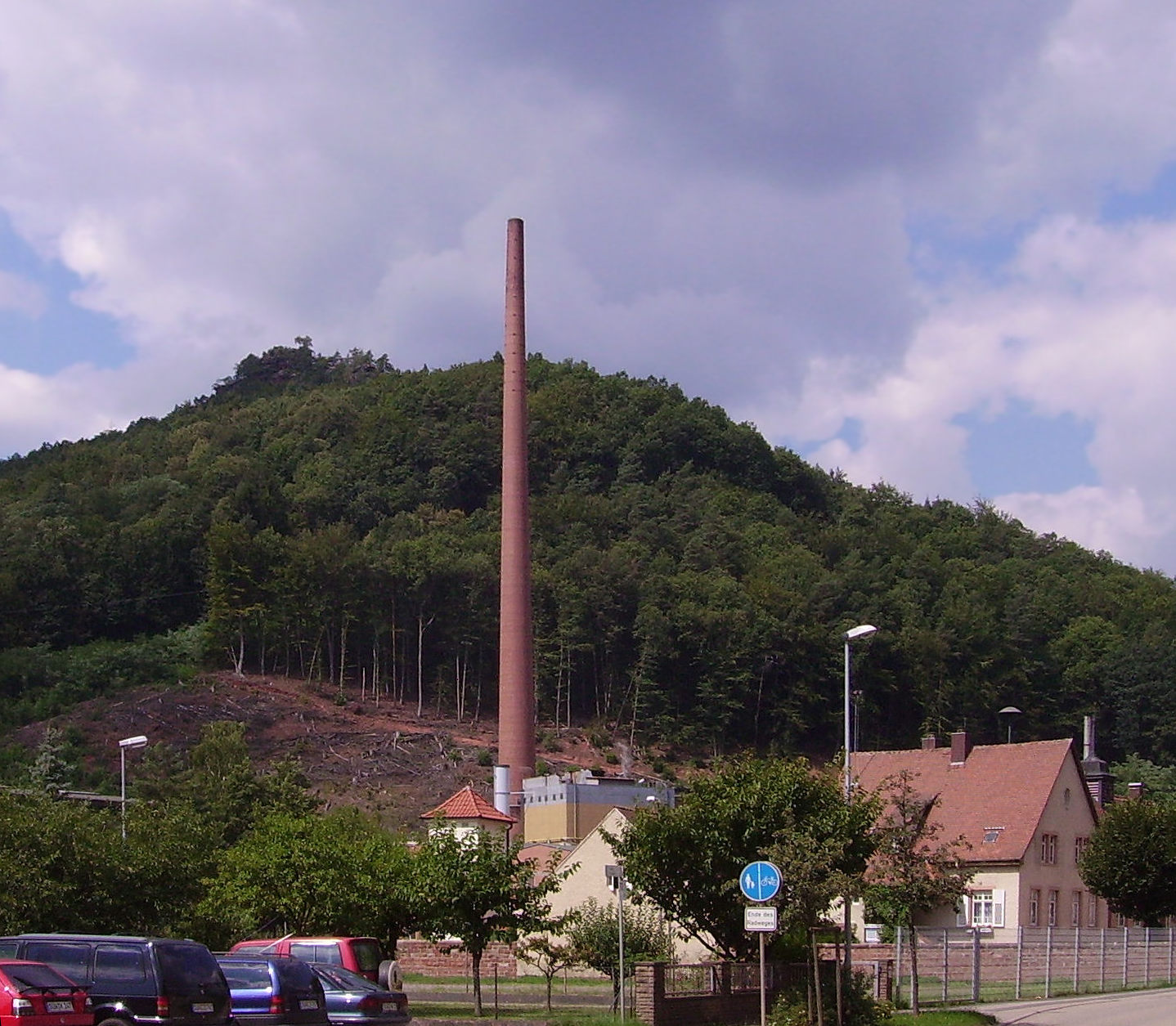
Aus der Nähe
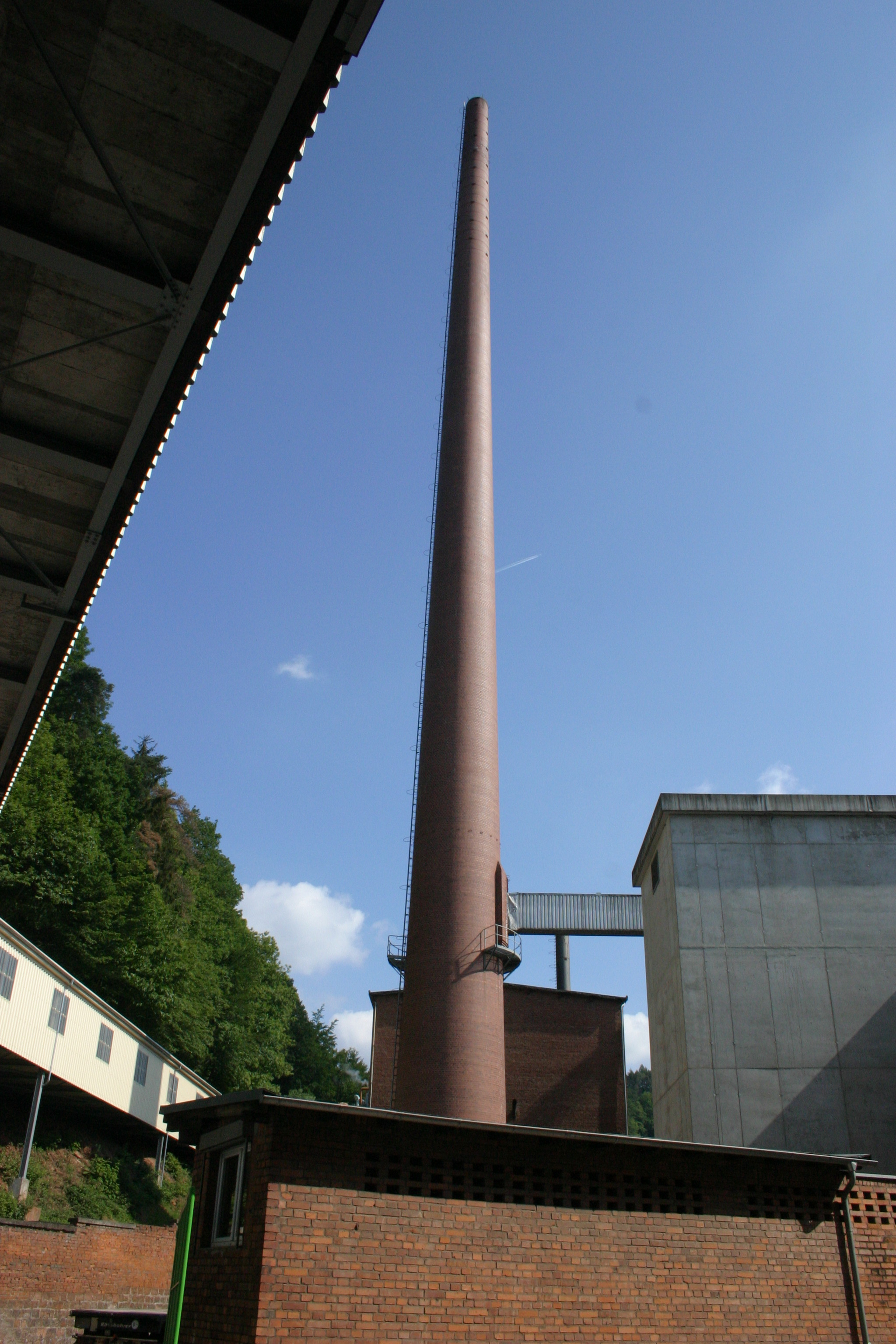
Noch näher
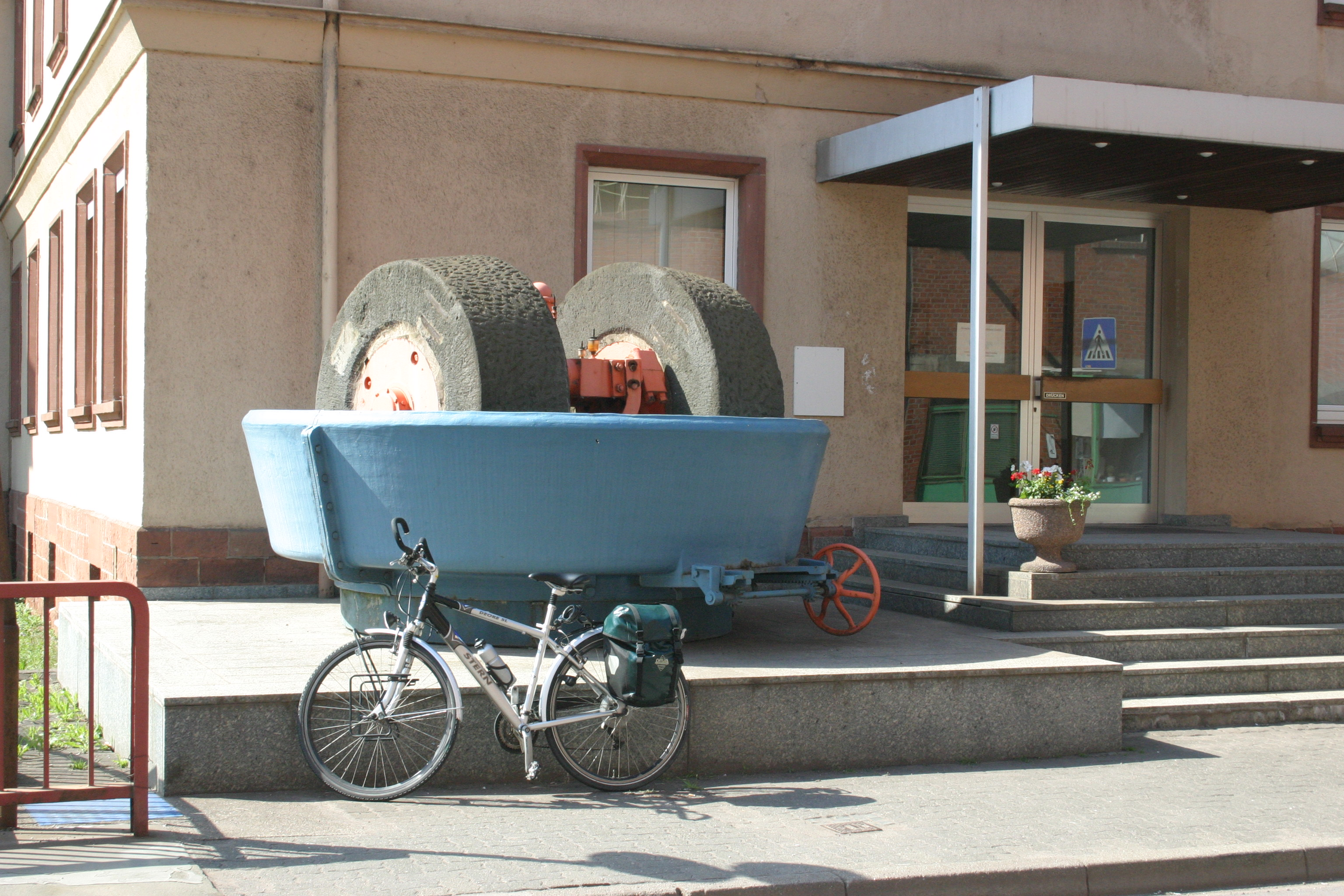
Alter Kollergang
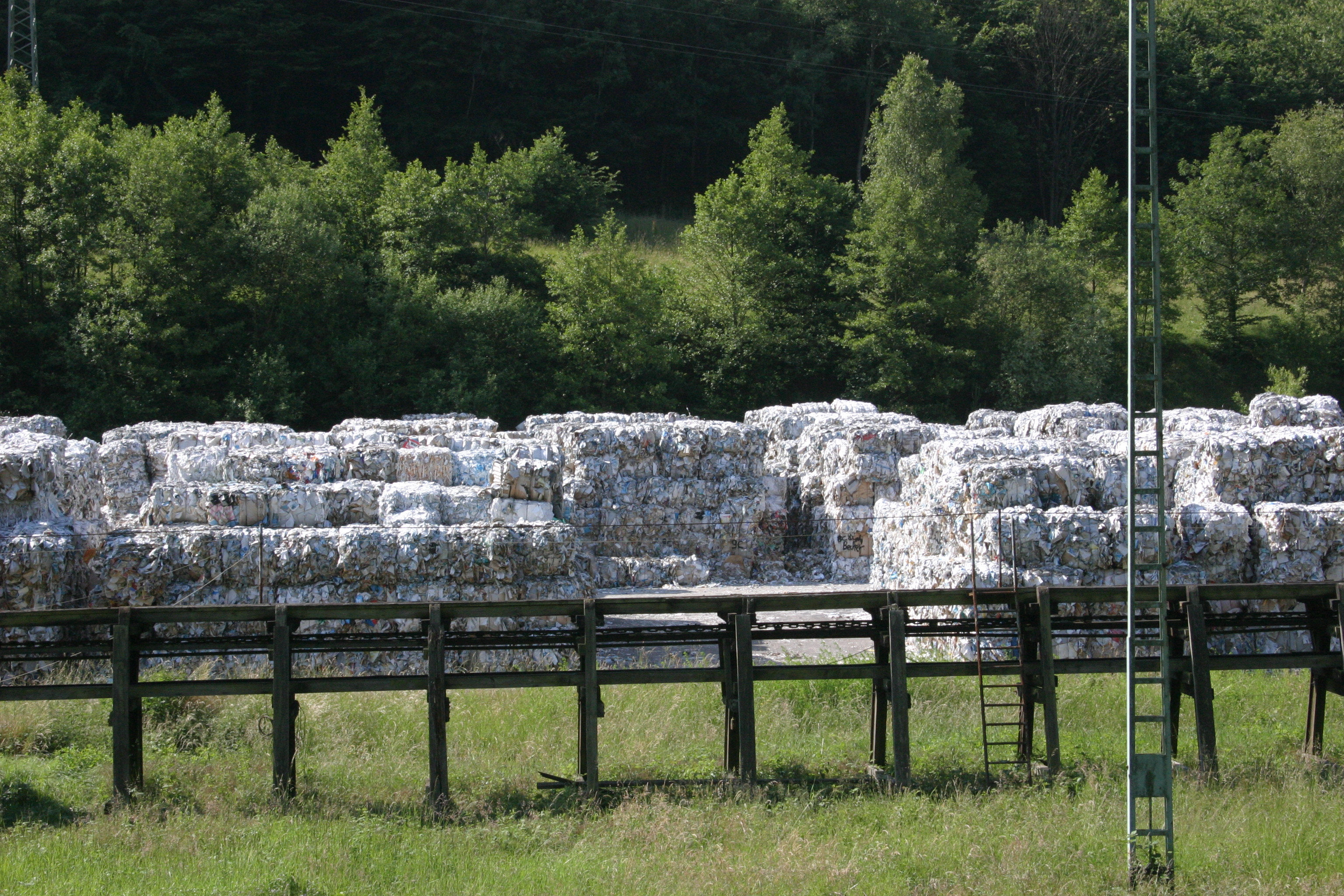
Vorrat
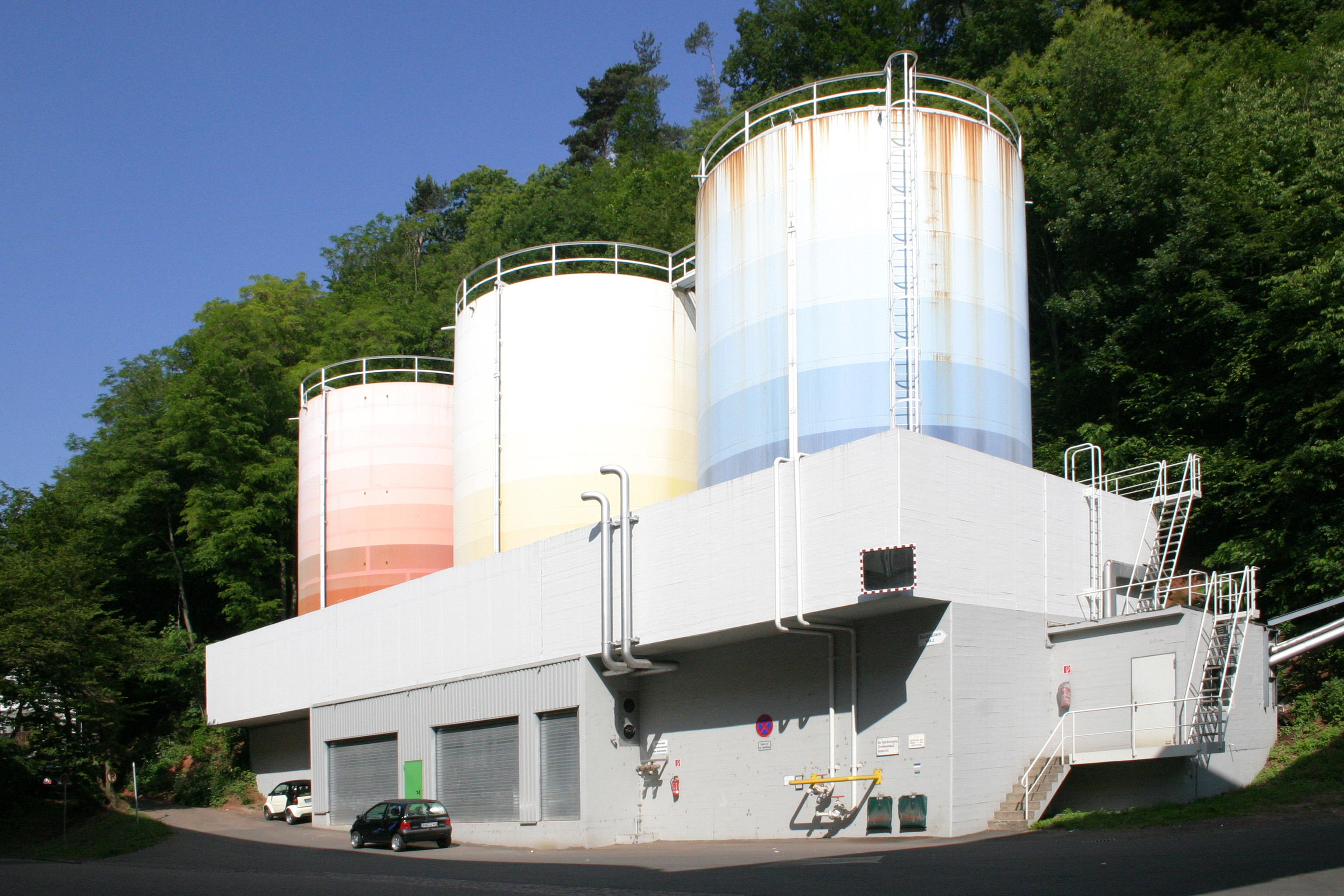
Wassertanks